# 阿诺卡 (明尼苏达州)
阿诺卡（英語：Anoka）為美国明尼苏达州阿诺卡县的城市，位于该县西南部，为县府所在地。总人口17,142（2010年美国人口普查）。